# Socialism

Culoarea roșie și, în mod special, steagul roșu sunt simbolurile tradiționale ale socialismului

Socialismul este o gamă de sisteme economice și sociale caracterizate prin proprietatea socială a lucrătorilor și controlul asupra mijloacelor de producție; precum și ideologiile politice, teoriile și mișcările care au ca scop să le implementeze. Proprietate socială se poate referi la publică, colectivă, sau proprietate cooperativă sau la altă combinație formată de acestea.
Deși există mai multe forme de socialism și nu există nicio definiție unică care să le cuprindă pe toate acestea, dreptul de proprietate socială este elementul comun împărtășit de diversele sale forme.
Prin socialism se mai înțelege ansamblul doctrinelor social-politice care combat individualismul, apără noțiunile de egalitate și solidaritate și constituie un proiect atât economic (colectivism economic, autogestiune, economie mixtă), cât și social (egalitate in drepturi, egalitate de șanse) și politic (democrație).
Astăzi, socialismul cuprinde într-un mod foarte larg și general pe toți cei ce doresc schimbarea organizării sociale în vederea obținerii unei mai mari justiții sociale: el îl include atât pe socialiștii marxiști, cât și pe social-democrați și pe anarhiști. Aceste curente se înfruntă în probleme fundamentale: pentru sau contra statului, pentru sistemul parlamentar sau pentru democrația directă.

## Curente
În privința teoriilor socialiste se pot deosebi: 
Socialismul marxist = teorie politică bazată pe concepția materialistă a istoriei și caracterizată prin luarea drept obiectiv a punerii în comun a mijloacelor de producție și de schimb, ca și prin repartiția echitabilă a bunurilor. Ea luptă pentru emanciparea muncitorilor și țăranilor, pentru o lume fără clase sociale și fără oprimare. Pentru Marx, care a stabilit și definit esența mișcării socialiste, socialismul implică, în final, eliminarea pieței, a capitalului, a muncii ca marfă și chiar a banilor. Principalii socialiști marxiști au fost: Karl Marx, Friedrich Engels, Paul Lafargue, Rosa Luxemburg, Karl Liebknecht, Antonio Gramsci, Vladimir Ilici Lenin, Leon Trotsky.
Socialismul utopic = ansamblul concepțiilor socialiste care concep instaurarea orânduirii socialiste ca o cerință a rațiunii, ca o concretizare a unui ideal moral, prin transformarea socială și edificarea unei societăți ideale, bazată pe abundență și egalitate. El nu face distincție între clasele sociale, între săraci și bogați, între exploatați și exploatatori, așa cum fac marxiștii. Critica lor se îndreaptă împotriva capitalismului, sistem ce are consecințe nefaste asupra dezvoltării omului. Principalii socialiști utopici au fost: Gracchus Babeuf, Charles Fourier, Robert Owen, A. Blanqui, Saint-Simon. 
Socialismul anarhist (libertar) = exprimă o critică radicală a societății și a tuturor formelor de guvernare ce stau stavilă unei dezvoltări armonioase a individului și care îl constrâng la corupție. Principalele figuri ale socialismului libertar sunt: P. J. Proudhon, Mihail Bakunin, Piotr Kropotkin, Noam Chomsky.
Socialismul reformist = deși păstrează din marxism obiectivul depășirii capitalismului și făurirea unei societăți socialiste în care mijloacele de producție să fie proprietate colectivă - resping revoluția pentru atingerea acestui țel, adică luarea puterii prin violență de către proletariatul organizat. Reformiștii susțin ca statul burghez să fie constrâns, prin lupte sindicale și parlamentare, să facă reformele necesare perfecționării societății. Principalii socialiști reformiști au fost: Jean Jaures, Eduard Bernstein, Karl Kautsky.
Social-democrația = se revendică de la principiile socialismului democratic, stabilite de partidul social-democrat german la congresul de la Bad-Godesberg (1951) și preluate apoi de alte partide (laburist - în Marea Britanie, socialiste - în țările scandinave și latine). Ele urmăresc o desprindere totală de ideile marxiste și ducerea unei politici zisă realist, de reforme sociale, în cadrul unor partide parlamentare de centru-stânga. Ideile social-democrate se reclamă de la principiile revoluției franceze: libertate, egalitate și fraternitate (termenul actual: solidaritate), vizând o societate bazată pe acțiunea comună a tuturor cetățenilor, care au aceleași drepturi și răspunderi. Interesele economice nu trebuie să pună piedici democrației, aceasta fiind capabilă a stabili cadrul economic și a fixa limite acțiunii factorilor de piață. Fiecare cetățean, în calitate de salariat sau consumator, trebuie să aibă un cuvânt de spus în stabilirea și repartiția producției, în privința organizării și condițiilor de muncă. Printre figurile marcante ale social-democrației secolului XX pot fi menționați: Leon Blum, Olof Palme, Salvador Allende, Willy Brandt, Lionel Jospin, Segolene Royal. 
Cuvântul socialism își are originea la începutul secolului XIX. A fost folosit pentru prima oară, autodefinitoriu, în engleză, în 1827, pentru a-i descrie pe discipolii lui Robert Owen. În Franța, din nou autodefinitoriu, a fost folosit în 1832, pentru a-i descrie pe discipolii doctrinelor lui Saint-Simon, iar după aceea de Pierre Leroux și J. Regnaud în l'Encyclopédie nouvelle. Folosirea termenului s-a răspândit rapid și a fost utilizat diferit în multe locuri și momente, atât de grupuri, cât și de indivizi care se consideră socialiști sau de oponenții acestora. Deși există o mare diversitate de opinii printre grupurile socialiste, toți sunt de acord că își au rădăcinile comune în luptele din secolele XIX și XX ale muncitorilor din industrie și din agricultură, lupte duse conform principiului solidarității și pentru făurirea unei societăți egalitariste, cu o economie care ar servi emancipării maselor largi populare, iar nu doar puținilor bogătași. 
Socialismul trebuie privit ca o formă de organizare socială, în care interesul societății primează în fața interesului unui individ sau a unui grup restrâns de indivizi și vine în opoziție cu liberalismul, care reprezintă sistemul social în care primează interesul individului, sau al unui grup restrâns de indivizi, în fața interesului societății. Privit din acest punct de vedere, socialismul are ca atribut democrația, definită ca putere a poporului.
Economia socialistă pune la bază statul, ca administrator al bunurilor societății, bunuri comune, care să stea la baza dezvoltării întregii societăți, având ca prioritate necesitățile acesteia legate de creșterea continuă a nivelului de trai. Inițiativele particulare sunt stimulate în domeniile deficitare ale cerințelor sociale, dar sunt limitate cele dăunătoare societății, prin pârghiile financiare aflate la dispoziția statului.
Acestea sunt câteva principii de bază, care stabilesc un cadru adecvat societății socialiste, menită să aibă la bază omul cu necesitățile lui, pentru a asigura fiecărui individ condiții de trai și de perpetuare a speciei, de recreere și de respect reciproc, pentru a da cetățeanului demnitatea cuvenită ca om, ca membru al societății în care trăiește, muncește, își găsește fericirea și participă activ la bunăstarea întregii națiuni.